# Marbella Ibarra
Marbella Ibarra (Acapulco, Guerrero; octubre de 1972-Rosarito, h. octubre de 2018) fue una futbolista y entrenadora de fútbol mexicana, considerada pionera del fútbol femenino de su país. Fue la fundadora y entrenadora del club Xolas de Tijuana.

## Biografía
Estudió derecho y jugó fútbol de manera amateur. En 2014 le propuso a la directiva de Xolos de Tijuana formar un equipo femenil; desde ese momento hasta que inició la Ligal Femenil MX formó futbolistas. El equipo inició su historia en la Women's Premier Soccer League de Estados Unidos.
En 2017 dejó la dirección del equipo.
Junto a su asociación FutFem Sin Fronteras, promovió la iniciativa Ellas Juegan, que ayudada a jóvenes con talento y pocos recursos a realizar pruebas en clubes de la Liga MX.
Otra estrategia que tenía para promover el fútbol femenil era narrar y transmitir los torneos a través de sus redes sociales.

## Asesinato
El 15 de octubre de 2018 encontraron su cuerpo con huellas de violencia, y fallecido el 12 de octubre, en Playas de Rosarito, después de un mes de haber sido secuestrada.